# خوسيه أنطونيو سانشيز
خوسيه أنطونيو سانشيز (بالإسبانية: José Antonio Sánchez de Luna)‏ مواليد 18 أكتوبر 1984 في غرناطة، هو لاعب كرة مضرب إسباني سابق وكان يلعب باليد اليمنى. أعلى تصنيف له في الفردي كان المركز الـ 246 في سنة 2008.

## روابط خارجية
- خوسيه أنطونيو سانشيز على موقع رابطة محترفي التنس (الإنجليزية)
- خوسيه أنطونيو سانشيز على موقع الاتحاد الدولي لكرة المضرب (الإنجليزية)
- خوسيه أنطونيو سانشيز على موقع خلاصة التنس.كوم (الإنجليزية)